# بلمرة المحاليل
بلمرة المحاليل (بالانجليزية :Solution polymerization) بلمرة المحلول أو المحلول المبلمر هي إحدى طرق الكيمياء الصناعية. طريقة البلمرة الصناعية وفي هذا الإجراء يتم إذابة المونومر في مذيب غير تفاعلي يحتوي على محفز ينتج عن تفاعل بوليمر قابل للذوبان وخلال التفاعل يمتص المذيب الحرارة الناتجة عن التفاعل وبالتالي ينخفض معدل اللزوجة علاوة على ذلك يتم تقليل لزوجة الخليط. مما لا يسمح بالتسارع الذاتي عند تركيزات عالية من المونومر. يساعد أيضًا انخفاض لزوجة خليط التفاعل عن طريق تخفيف نقل الحرارة، إحدى المشكلات الرئيسية المرتبطة بإنتاج البوليمر حيث أن معظم عمليات البلمرة هي تفاعلات طاردة للحرارة. بمجرد الوصول إلى التحويل الأقصى أو المطلوب، يجب إزالة المذيب الزائد للحصول على البوليمر النقي. وتُستخدم بلمرة المحاليل بشكل أساسي في بعض الصناعات التي يكون فيها وجود المذيب مرغوبًا وأقل لزوجة على أي حال، فينتج عنه كما هو الحال بالنسبة للورنيش والمواد اللاصقة. ومن الصناعات الأخرى لمحاليل البوليمر تصنيع الألياف بالغزل الرطب أو الجاف أو الأغشية البلاستيكية.

## بوليمرات مهمة صناعيًا يتم إنتاجها بواسطة بلمرة المحلول
يتم تصنيع بولي أكريلونيتريل(PAN)، عن طريق بلمرة جذرية في، ثنائي ميثيل فورماميد (DMF)، ثنائي ميثيل سلفوكسيد (DMSO)، الكربونات العضوية، حمض الكبريتيك، حمض النيتريك أو محاليل مائية من أملاح غير عضوية وتحويلها إلى ألياف.